# Kulturåret 1774

## Nya verk
- Den norsk-danske poeten Edvard Storm debuterar med Bræger.
- Den unge Werthers lidanden av Johann Wolfgang von Goethe

## Födda
- 5 januari - George Chinnery (död 1852), engelsk målare.
- 11 februari - Hans Järta (död 1847), svensk ämbetsman, skriftställare och ledamot av Svenska Akademien.
- 15 mars - Mikael Choraeus (död 1806), svensk präst och författare.
- 8 juli - Axel Otto Mörner (död 1852), svensk militär, statsråd och konstnär.
- 5 september - Caspar David Friedrich (död 1840), tysk konstnär.
- 14 november - Gaspare Spontini (död 1851), italiensk operatonsättare.
- 17 november - Lisa Erlandsdotter (död 1854), svensk bonadsmålare.
- okänt datum - Edward Baines (död 1848), brittisk politiker och tidningsman.

## Avlidna
- 4 april - Oliver Goldsmith (född 1728), irländsk författare.
- 11 april - Elias Gottlob Haussmann (född 1695), tysk konstnär.
- 15 juni - Karl Heinrich von Bogatzky (född 1690), tysk teolog och författare.
- okänt datum - Olof Grau (född 1722), svensk kulturhistoriker.
- okänt datum - Johan Bergholtz, svensk skådespelare och teaterdirektör.
- okänt datum - Jeanne Perrette Le Chevalier, fransk skådespelare